# 미나미교토쿠역
미나미교토쿠역(일본어: 南行徳駅, みなみぎょうとくえき)은 일본 지바현 이치카와시에 있는 철도역이다.

## 이용 가능 철도 노선
- 도쿄 지하철
  - ○ 도자이 선

## 승강장

### 도자이선
상대식 승강장 2면 2선 형태의 고가역이다.
| 1 | ○ 도자이 선 | 니시후나바시・쓰다누마・도요 가쓰타다이 방면          |
| 2 | ○ 도자이 선 | 우라야스・오테마치・다카다노바바・나카노・미타카 방면 |

## 이용 현황
- 1일 평균 50,712명(2008년)

## 역세권 정보
- JR 동일본 게이요 선 이치카와시오하마역

## 역 역사
- 1981년 3월 27일: 미나미교토쿠 역 영업 개시.

## 사진

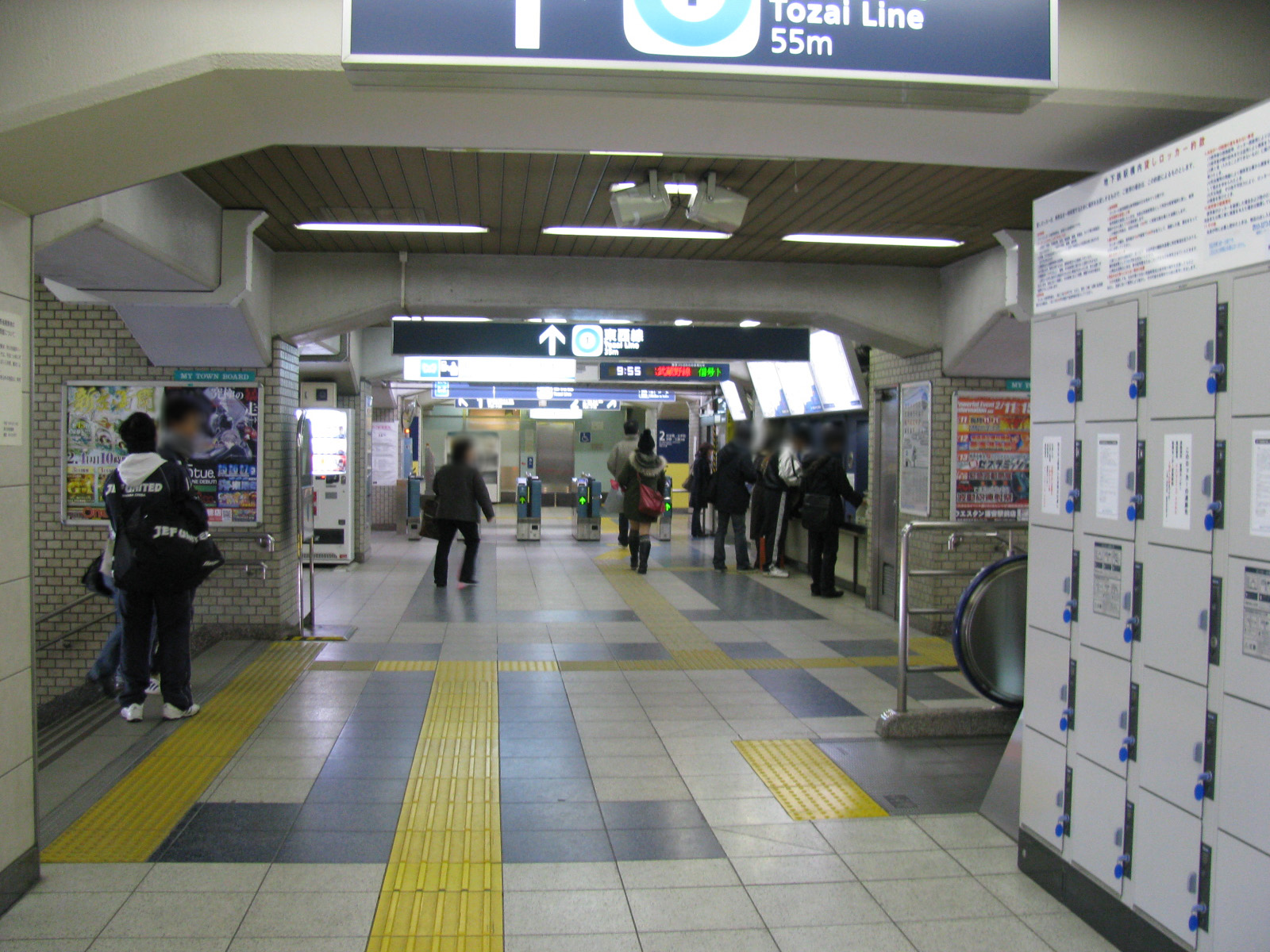
개찰구
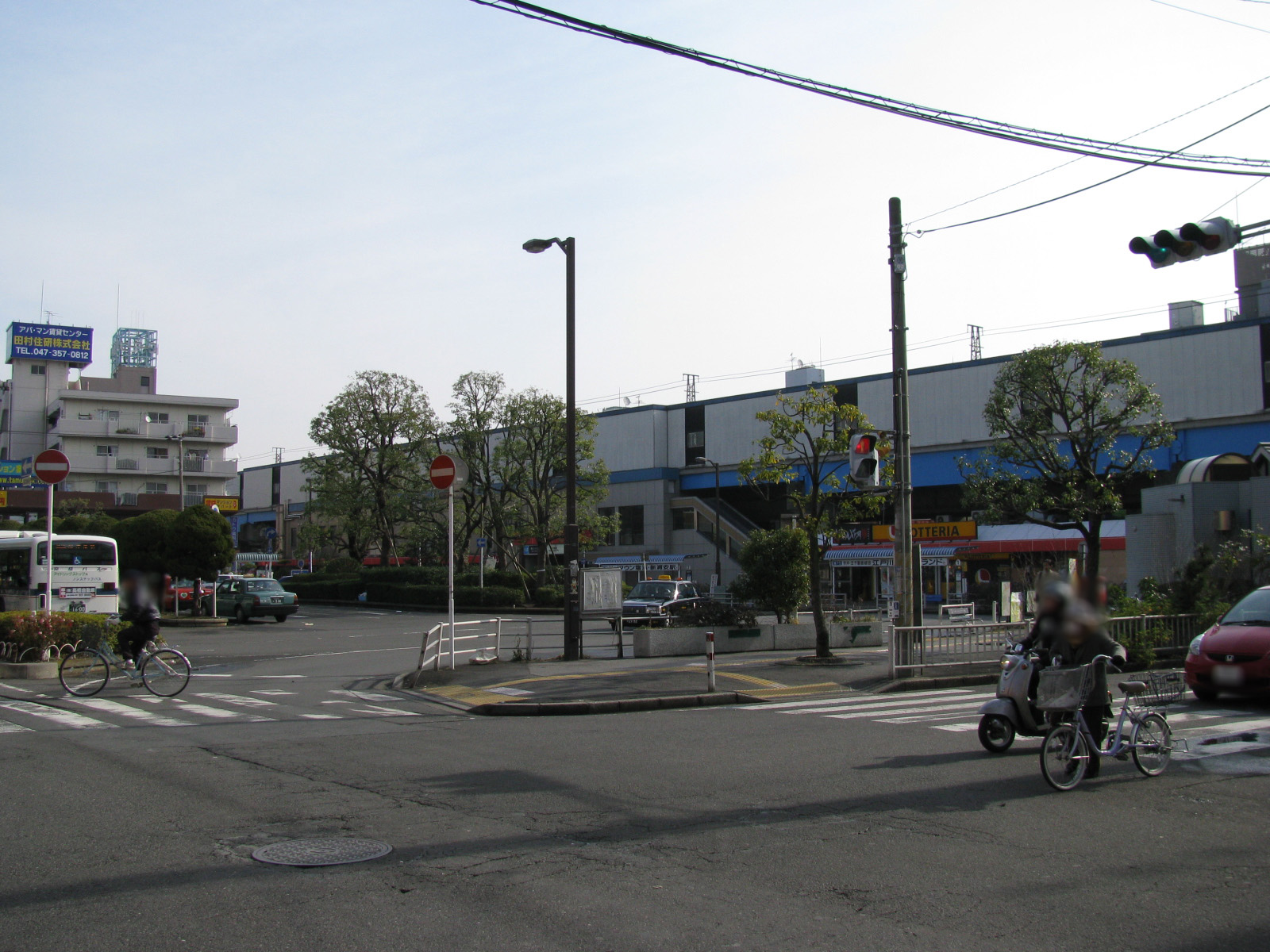
역사

## 인접역
| 도쿄 메트로 5호선        | 도쿄 메트로 5호선 | 도쿄 메트로 5호선            |
| ------------------------ | ----------------- | ---------------------------- |
| T18 우라야스 나카노 방면 | 도자이 선         | T20 교토쿠 니시후나바시 방면 |